# Groenlandia densa
La brasca a foglie opposte (Groenlandia densa (L.) Fourr.) è una pianta acquatica della famiglia delle Potamogetonaceae che vive totalmente sommersa in acqua. È l'unica specie nota del genere Groenlandia.

## Descrizione
Molto simile alle specie del genere Potamogeton, ma caratterizzata da foglie opposte invece che alternate.